# Cultivador

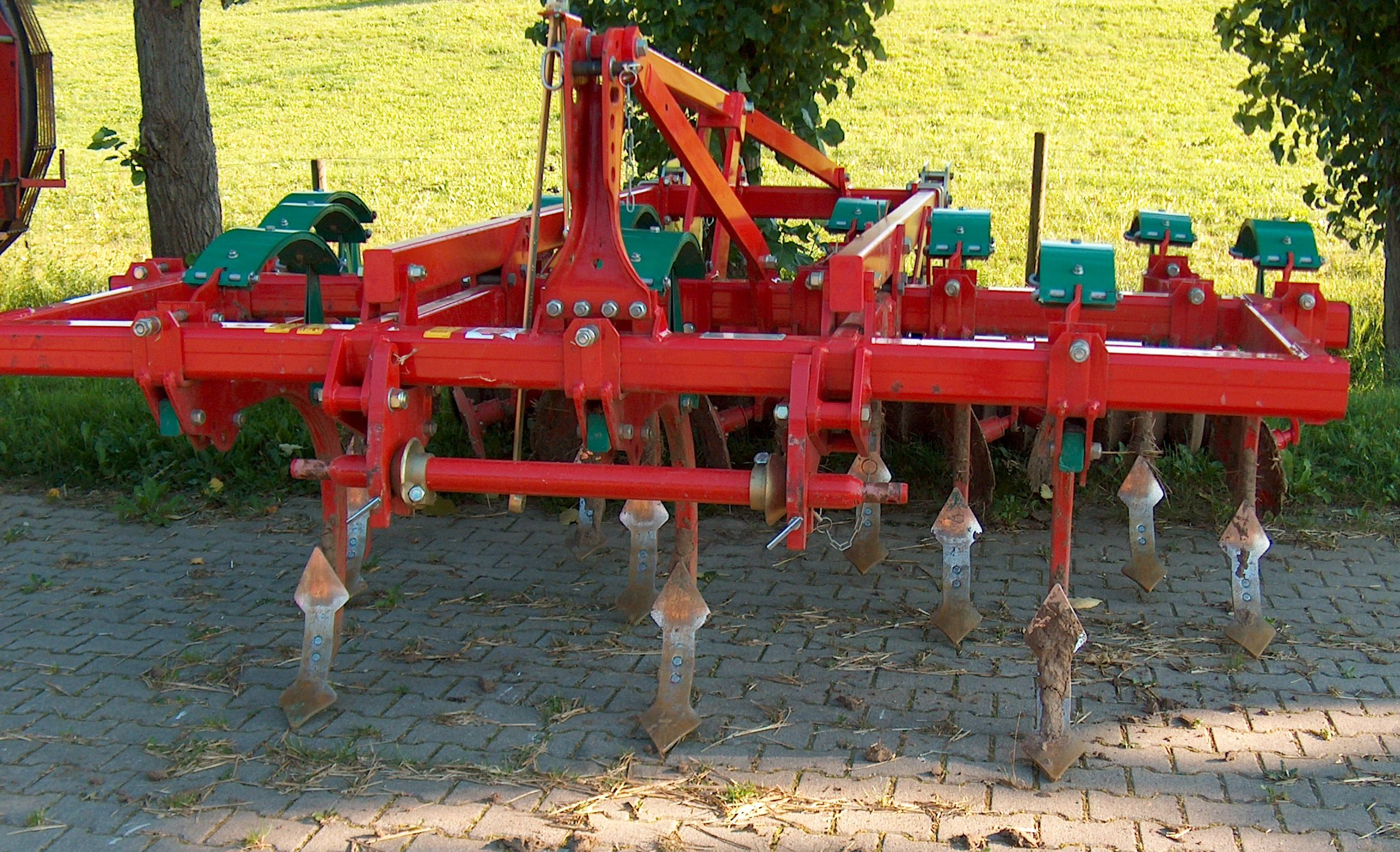
Cavador para enganche de tres puntos al tractor.

Bajo el nombre genérico de cultivador se reúne un conjunto de máquinas agrícolas provistas de brazos, que en sus extremos llevan rejas muy diversas que cumplen diferentes funciones. Entre ellas se pueden mencionar principalmente la labranza vertical superficial, la eliminación de malezas y de ciertos cuidados culturales de los cultivos en hileras. En la mayoría de los casos las rejas son intercambiables, de modo que una misma máquina puede realizar las tareas de los distintos tipos de cultivadores con sólo cambiar de reja. En algunos casos los brazos van provistos de zafes que permiten levantar la reja cuando se encuentran con una resistencia muy superior como por ejemplo raíces leñosas, piedras, etc. evitando su rotura. La profundidad de trabajo puede ser regulada por el operador.
El cultivador se diferencia del arado cincel en que sus brazos son menores que los arcos de este pues trabaja a menor profundidad.
Los cultivadores del tipo dentado suelen tener una forma similar a los arados de cincel, pero sus objetivos son diferentes. Los dientes del cultivador trabajan cerca de la superficie, normalmente para controlar las malas hierbas, mientras que los vástagos del arado de cinceles trabajan en profundidad bajo la superficie, rompiendo la capa dura. Por consiguiente, el cultivo requiere mucha menos potencia por vástago que el arado de cincel.
Los pequeños cultivadores dentados, empujados o tirados por una sola persona, se utilizan como herramientas de jardinería a pequeña escala, por ejemplo, para uso propio o para pequeñas huertas. Los motocultores de tamaño similar combinan las funciones de la grada y el cultivador en una sola máquina polivalente.
Los cultivadores suelen ser autopropulsados o arrastrados como un accesorio detrás de un tractor de dos o cuatro ruedas. En el caso de los tractores de dos ruedas, suelen estar fijados de forma rígida y se accionan mediante acoplamientos a la transmisión del tractor. En el caso de los tractores de cuatro ruedas, suelen fijarse mediante un enganche de tres puntos y son accionados por una toma de fuerza. El enganche de la barra de tiro también se sigue utilizando comúnmente en todo el mundo. La tracción animal se sigue utilizando a veces hoy en día, siendo algo común en los países en vías de desarrollo aunque poco frecuente en las economías más industrializadas.
Las labores de labranza dejaron de realizarse con la introducción de la siembra directa en los cultivos extensivos, pero siguen realizándose en muchos cultivos intensivos.

## Historia

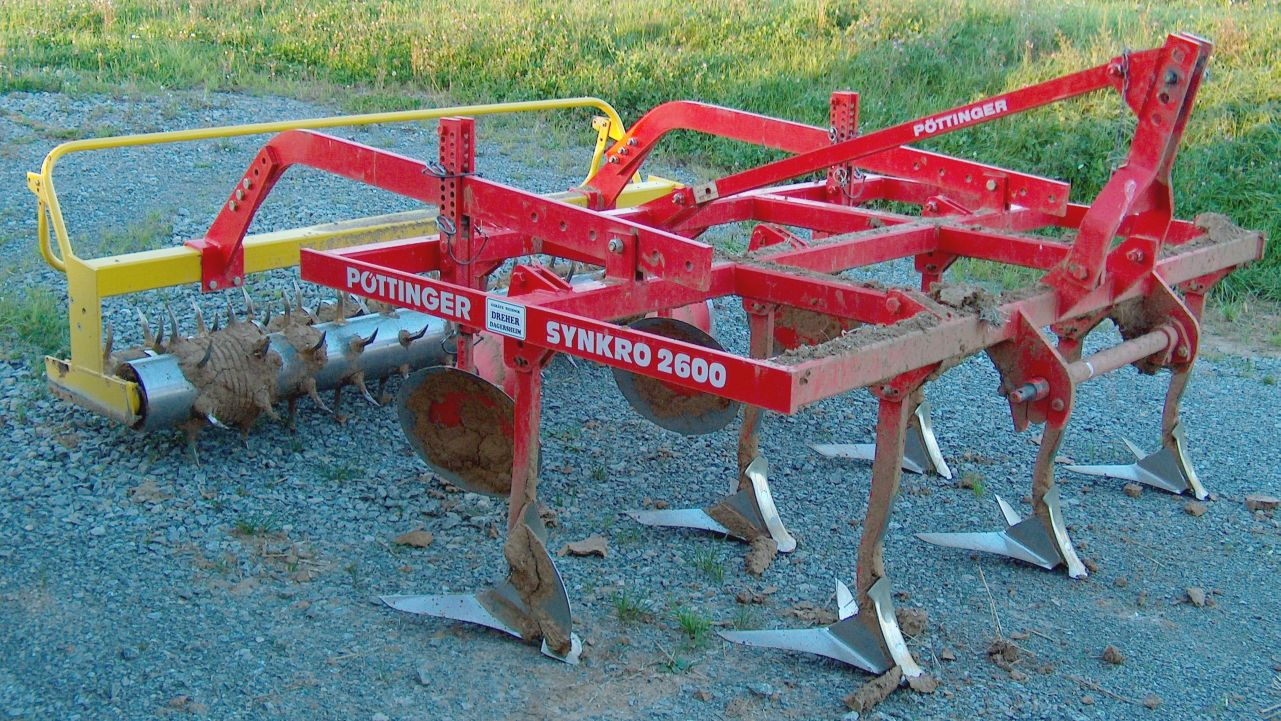
Cultivador.

La idea básica de escardar el suelo para el control de las malas hierbas es antigua y se hizo con azadas durante milenios antes de que se desarrollaran equipos más grandes o más complejos para reducir el trabajo manual y acelerar el trabajo. La idea de juntar varias azadas y aplicar la fuerza de un animal de trabajo para arrastrarlas dio lugar a la rastra de dientes, que aunque es más reciente que la azada, sigue siendo bastante antigua. En los siglos XVIII y XIX, con el desarrollo de la Revolución Industrial, se produjo una proliferación de diseños de cultivadores. Estos nuevos cultivadores eran arrastrados por animales de tiro (como caballos, mulas o bueyes) o eran empujados o arrastrados por personas, según las necesidades y la disponibilidad de recursos.
La azada rotativa motorizada fue inventada por Arthur Clifford Howard, quien, en 1912, comenzó a experimentar con la labranza rotativa en la granja de su padre en Gilgandra, Nueva Gales del Sur, Australia. Al principio utilizaba el motor del tractor de vapor de su padre como fuente de energía, y descubrió que el suelo podía ser labrado mecánicamente sin que se produjera un apilamiento de la tierra, como ocurría con el arado normal. Sus primeros diseños arrojaban la tierra labrada hacia los lados, hasta que mejoró su invento diseñando una cuchilla en forma de L montada sobre bridas muy espaciadas fijadas a un rotor de pequeño diámetro. Junto con su compañero aprendiz Everard McCleary, creó una empresa para fabricar su máquina, pero los planes se vieron interrumpidos por la Primera Guerra Mundial. En 1919 Howard regresó a Australia y reanudó su trabajo de diseño, patentando en 1920 un diseño con 5 cuchillas rotativas de azada y un motor de combustión interna.
En marzo de 1922, Howard constituyó la empresa Austral Auto Cultivators Pty Ltd, que posteriormente pasó a llamarse Howard Auto Cultivators. Tuvo su sede en Northmead, Nueva Gales del Sur, un suburbio de Sidney, a partir de 1927.
Mientras tanto, en Norteamérica, durante la década de 1910, los tractores evolucionaban desde los monstruos del tamaño de un motor de tracción hacia máquinas más pequeñas, ligeras y asequibles. El tractor Fordson, en particular, había hecho que los tractores fueran asequibles y prácticos para las pequeñas y medianas granjas familiares por primera vez en la historia. El cultivo era una especie de idea tardía en el diseño del Fordson, lo que reflejaba el hecho de que incluso el mero hecho de llevar la potencia de tracción motorizada a este segmento de mercado era en sí mismo un hito. Esto dejó una oportunidad para que otros buscaran un mejor cultivo motorizado. Entre 1915 y 1920, varios inventores y empresas de aperos de labranza experimentaron con una clase de máquinas denominadas motocultores, que no eran más que arados modificados del tipo de los de tiro de caballos a los que se añadían motores para su autopropulsión. Esta clase de máquinas tuvo un éxito limitado en el mercado. Pero en 1921 International Harvester había combinado el cultivo motorizado con las demás tareas de los tractores (fuerza de tracción y trabajo en cinta) para crear el Farmall, el tractor de uso general adaptado al cultivo que básicamente inventó la categoría de tractor de cultivo en hileras.
En Australia, en la década de 1930, Howard tenía cada vez más dificultades para satisfacer la creciente demanda mundial de exportaciones de sus máquinas. Viajó al Reino Unido y fundó la empresa Rotary Hoes Ltd en East Horndon, Essex, en julio de 1938. Posteriormente se abrieron sucursales de esta nueva empresa en Estados Unidos de América, Sudáfrica, Alemania, Francia, Italia, España, Brasil, Malasia, Australia y Nueva Zelanda. Más tarde se convirtió en el holding de Howard Rotavator Co. Ltd. El grupo de empresas Howard fue adquirido por el grupo dinamarqués Thrige Agro Group en 1985, y en diciembre de 2000 el Grupo Howard pasó a formar parte de Kongskilde Industries de Soroe, Dinamarca.
En la agricultura comercial moderna, la cantidad de cultivos realizados para el control de las malas hierbas se ha reducido en gran medida mediante el uso de herbicidas. Sin embargo, los herbicidas no siempre son deseables, por ejemplo, en la agricultura ecológica. Cuando el control de las malas hierbas con herbicidas se comercializó por primera vez en los años 50 y 60, se ajustaba a la visión optimista del mundo de esa época, en la que ciencias como la química darían paso a una nueva era de modernidad que dejaría las prácticas anticuadas (como el control de las malas hierbas mediante cultivadores) en el cubo de la basura de la historia. Así, el control de las malas hierbas con herbicidas se adoptó de forma muy generalizada, y en algunos casos de forma excesiva y precipitada. En décadas posteriores, la gente superó este desequilibrio inicial y se dio cuenta de que el control herbicida de las malas hierbas tiene limitaciones y externalidades, y que debe gestionarse de forma inteligente. Todavía se utiliza ampliamente, y probablemente seguirá siendo indispensable para la producción de alimentos a precios asequibles en todo el mundo en un futuro previsible; pero su gestión inteligente incluye la búsqueda de métodos alternativos, como el tradicional y habitual cultivo mecánico, cuando sea práctico.

## Tipos de cultivadores
Escarificador: es un cultivador provisto de robustas rejas angostas alargadas para realizar una labranza secundaria vertical que disgregue un suelo excesivamente compactado después de la labranza primaria. Trabaja a una profundidad no mayor de unos 15 cm.
Cavadora: similar al escarificador, pero de rejas algo más anchas para ser usadas en suelos con abundantes residuos vegetales.

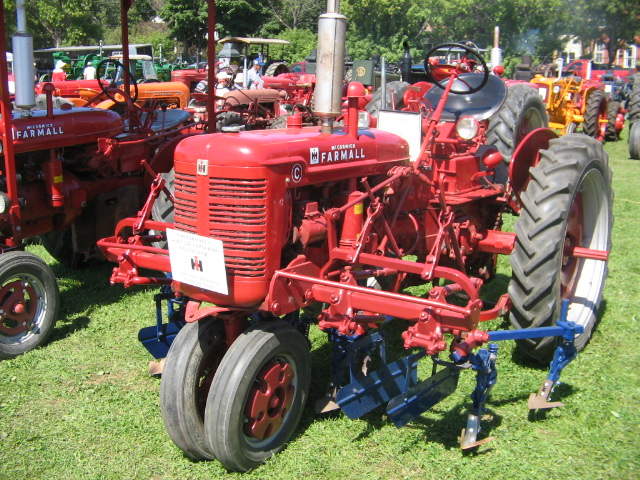
Tractor de 1949 con escardillo o carpidor montado para trabajos en cultivos de hileras como por ejemplo maíz.

Aporcador o carpidor: cultivador provisto de rejas anchas que arrojan la tierra a ambos lados. Son como dos pequeños cuerpos de arado que aporcan la tierra hacia la derecha e izquierda dejando un pequeño surco. Se usan en cultivos en hileras como el maíz, la soja, etc. para arrimar tierra a las plantas en crecimiento y eliminar malezas que crecen entre hileras.
Escardillo: cultivador con rejas menos anchas que el aporcador cuya finalidad es la eliminación de malezas que crecen entre hileras de los cultivos, y no la acercar tierra al cultivo como el carpidor. Es la tarea que antes se realizaba manualmente con azadas.

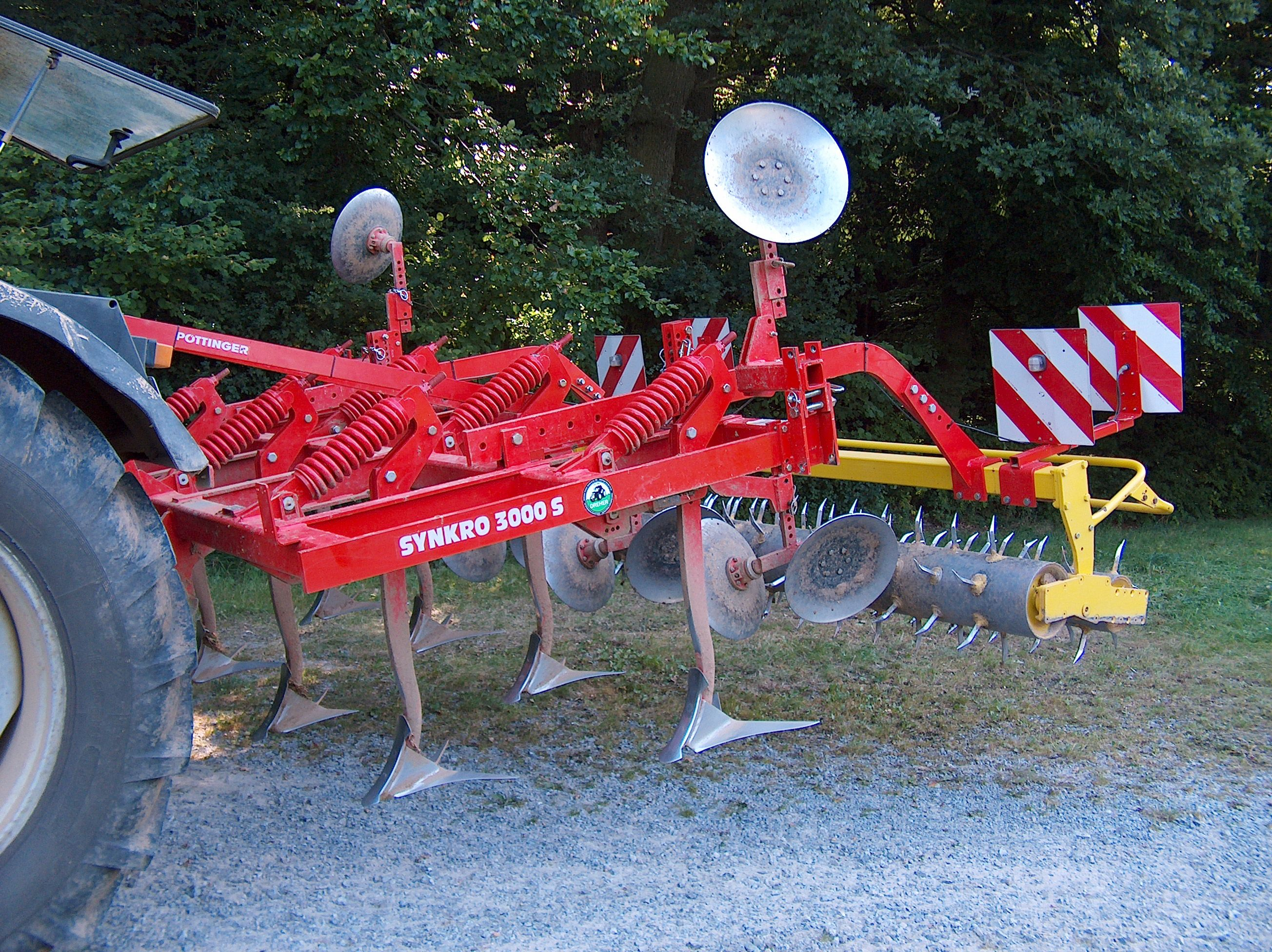
Extirpador montado en un enganche de tres puntos al tractor (máquina pintada de rojo).

Extirpador: cultivador con rejas de alas anchas planas, llamadas también cola de golondrina o pie de pato, que operan en sentido horizontal bajo la tierra cortando las raíces de las malezas. De esta forma se evita la remoción de la tierra. Esto es particularmente importante cuando existe peligro de erosión del suelo.
El vibrocultivador es un tipo especial de cultivador.

## Uso industrial
En la medida en que el cultivo se realiza comercialmente hoy en día, el cultivador suele ser impulsado por tractores, especialmente los tractores de cultivo en hilera. Los cultivadores industriales pueden variar mucho en tamaño y forma, desde 3,5 m hasta 25 m de ancho.  Muchos están equipados con alas hidráulicas que se pliegan para facilitar y hacer más seguro el desplazamiento por carretera.  Se utilizan diferentes tipos para la preparación de los campos antes de la siembra y para el control de las malas hierbas entre los cultivos en hilera. El cultivador puede ser un implemento arrastrado tras el tractor mediante una barra de tiro; montada en el enganche de tres puntos; o montada en un bastidor bajo el tractor. Los aperos de labranza activos son accionados por un eje de toma de fuerza. Mientras que la mayoría de los cultivadores se consideran un implemento de labranza secundaria, los cultivadores activos se utilizan comúnmente para la labranza primaria en suelos más ligeros en lugar de arar. Las versiones más grandes disponibles tienen una anchura de unos 6 m (6,6 yd), y requieren un tractor con un exceso de 150 caballos (152,1 CV) para conducirlos.
Los cultivadores de campo se utilizan para completar las operaciones de labranza en muchos tipos de campos de cultivo. La función principal del cultivador de campo es preparar un lecho de siembra adecuado para el cultivo que se va a plantar, enterrar los residuos de la cosecha en el suelo (ayudando a calentar el suelo antes de la siembra), controlar las malas hierbas, y mezclar e incorporar el suelo para asegurar que el cultivo en crecimiento tenga suficiente agua y nutrientes para crecer bien durante la temporada de crecimiento.  El apero tiene muchos vástagos montados en la parte inferior de un bastidor metálico, y pequeñas varillas estrechas en la parte trasera de la máquina que alisan la superficie del suelo para facilitar el desplazamiento posterior al plantar. En la mayoría de los cultivadores de campo, los cilindros hidráulicos de uno en uno suben y bajan el implemento y controlan su profundidad.

### Cultivadores de hileras

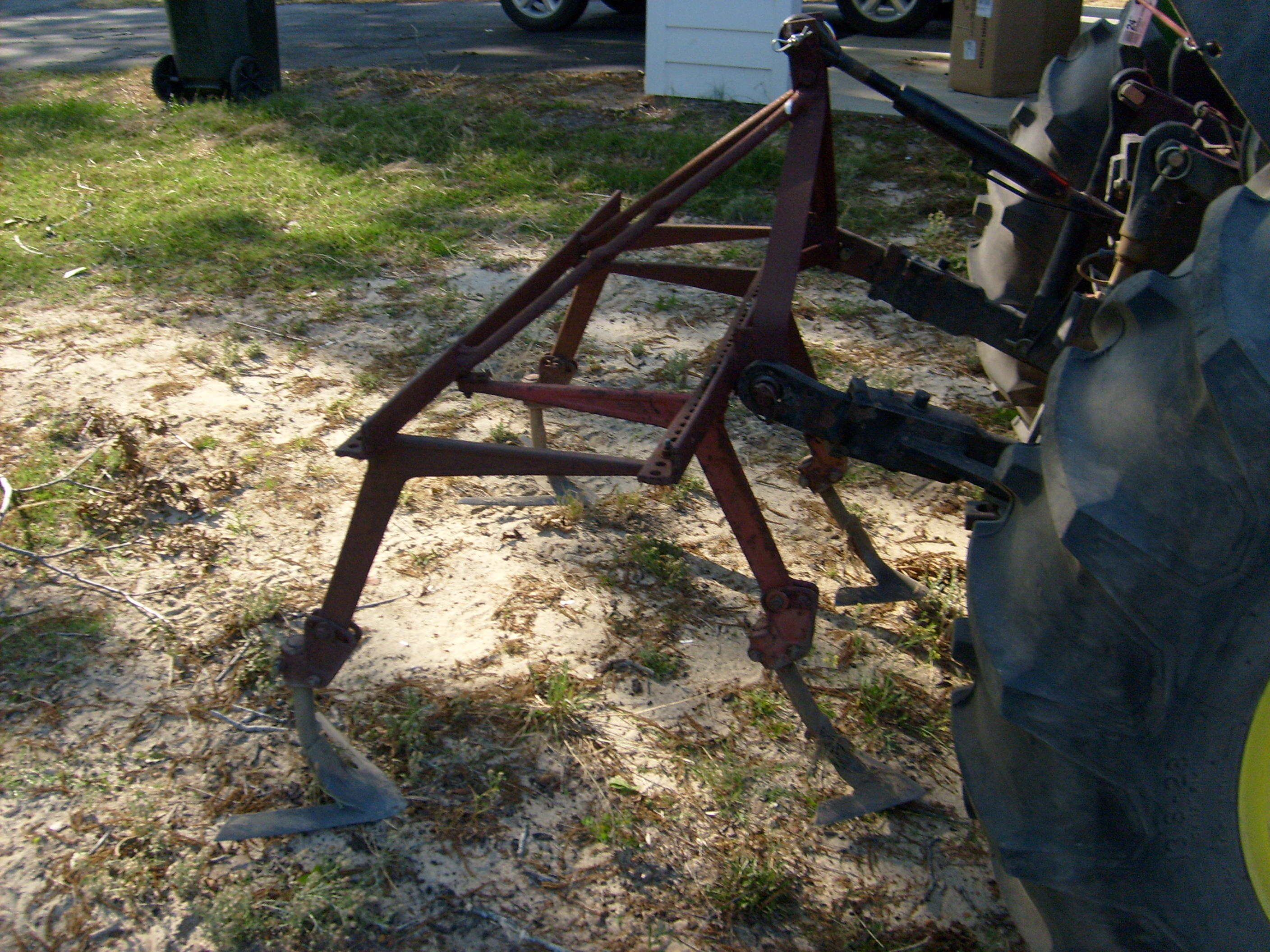
Barrido casero. Observe las cuchillas de "barrido" interiores y exteriores

La función principal del cultivador de hileras es el control de las malas hierbas entre las hileras de un cultivo establecido.  Los cultivadores de hileras suelen subirse y bajarse mediante un enganche de tres puntos y la profundidad se controla mediante ruedas de medición.
A veces se denominan cultivadores de barrido, estos comúnmente tienen dos cuchillas centrales que cortan las malas hierbas de las raíces cerca de la base del cultivo y voltean el suelo, mientras que dos barridos traseros más hacia afuera que las cuchillas centrales se ocupan del centro de la fila, y pueden estar en cualquier lugar de 1 a 36 filas de ancho.

## Cultivadores de jardín
Los equipos de labranza pequeños, utilizados en jardines pequeños, como los huertos domésticos y los pequeños jardines comerciales, pueden realizar tanto la labranza primaria como la secundaria. Por ejemplo, un motocultor realiza tanto el "arado" como el "rastreo", preparando un lecho de siembra suave y suelto. No proporciona el control de las malas hierbas en la hilera que harían los dientes del cultivador. Para esa tarea, existen cultivadores dentados que pueden ser empujados por una sola persona.

### Variantes y marcas comerciales

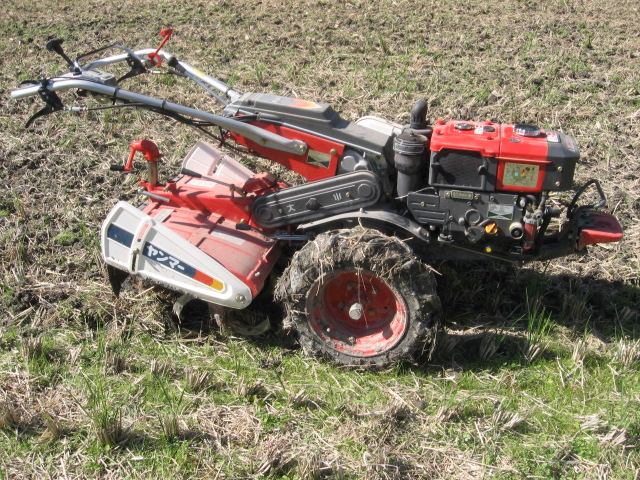
Un tractor japonés de dos ruedas

Los rotocultivadores son un tipo de cultivador popular entre los jardineros domésticos que desean tener grandes huertos. El huerto puede ser labrado varias veces antes de plantar cada cultivo. Los motocultores pueden alquilarse en centros de alquiler de herramientas para aplicaciones de un solo uso, como cuando se planta hierba.
Una pequeña azada rotatoria para jardines domésticos era conocida por la marca Rototiller y otra, fabricada por el Grupo Howard, que producía una gama de motocultores, era conocida como Rotavator.
Rototiller: El pequeño rototiller suele ser propulsado por un 1-5 caballos (1-5 CV) motor de gasolina que hace girar las púas, algunos tienen ruedas motorizadas, aunque pueden tener una(s) pequeña(s) rueda(s) de control de transporte/nivel. Para evitar que la máquina avance demasiado rápido, suele fijarse una púa ajustable justo detrás de las cuchillas, de modo que, mediante la fricción con el suelo no labrado más profundo, actúa como freno, ralentizando la máquina y permitiéndole pulverizar los suelos. Cuanto más despacio avance una rotocultora, más suelo tilth se puede obtener. El operador puede controlar la cantidad de fricción/freno subiendo y bajando el manillar de la fresadora. Los rotocultivadores no suelen tener marcha atrás, ya que el movimiento hacia atrás, hacia el operador, podría causar lesiones graves. Durante el funcionamiento, el rotocultivador puede ser tirado hacia atrás para pasar por encima de las áreas que no fueron suficientemente pulverizadas, pero se debe tener cuidado para asegurar que el operador no tropiece y tire el rotocultivador encima de sí mismo. El rotocultivador es mucho más rápido que el laboreo manual, pero es un trabajo notoriamente difícil de manejar y agotador, especialmente en los modelos más pesados y de mayor potencia. Si las cuchillas del rotocultor se enganchan con objetos del subsuelo que no se ven, como raíces de árboles y basura enterrada, puede hacer que el rotocultor se mueva abrupta y violentamente en una dirección inesperada.
Rotavator: A diferencia del Rototiller, el Rotavator Howard autopropulsado está equipado con una caja de cambios y se impulsa hacia adelante, o se mantiene hacia atrás, mediante sus ruedas. La caja de cambios permite ajustar la velocidad de avance mientras que la velocidad de rotación de las púas permanece constante, lo que permite al operador regular fácilmente el grado de enganche del suelo. En el caso de un rotavator de tractor de dos ruedas, esto reduce en gran medida la carga de trabajo del operador en comparación con un rotocultor. Estos rotavators son generalmente más pesados, vienen en versiones 4-18 caballos (4-18 CV) con un motor de gasolina o diesel y pueden cubrir áreas más grandes. La palabra "Rotavator" es uno de los palíndromos más largos de la lengua inglesa.
Minitriturador: Los minitrituradores son un nuevo tipo de cultivadores agrícolas pequeños utilizados por los agricultores o los propietarios de viviendas. También se conocen como motocultores o motocultores de jardín. Compactos, potentes y, lo que es más importante, baratos, estos motocultores agrícolas están proporcionando alternativas a los tractores de cuatro ruedas y en los campos de los pequeños agricultores de los países en desarrollo son más económicos que los tractores de cuatro ruedas.
Tractor de dos ruedas: Los rotavator de mayor potencia "para montar" salen de la categoría de huerto doméstico y entran en la categoría de agricultura, especialmente en Europa, capaces de preparar 1 hectárea de terreno en 8-10 horas.  También se conocen como tractores de arrastre o tractores a pie. Hace años se consideraban útiles sólo para las zonas de cultivo de arroz, donde estaban dotados de ruedas-jaula de acero para la tracción, pero ahora se utilizan tanto en la agricultura de secano como en la de humedales en todo el mundo. Tienen múltiples funciones con herramientas relacionadas para las tierras de secano o paddys, el bombeo, el transporte, la trilla, la zanja, la pulverización de pesticidas. Pueden utilizarse en colinas, montañas, en invernaderos y huertos.